# Transporte de Guyana

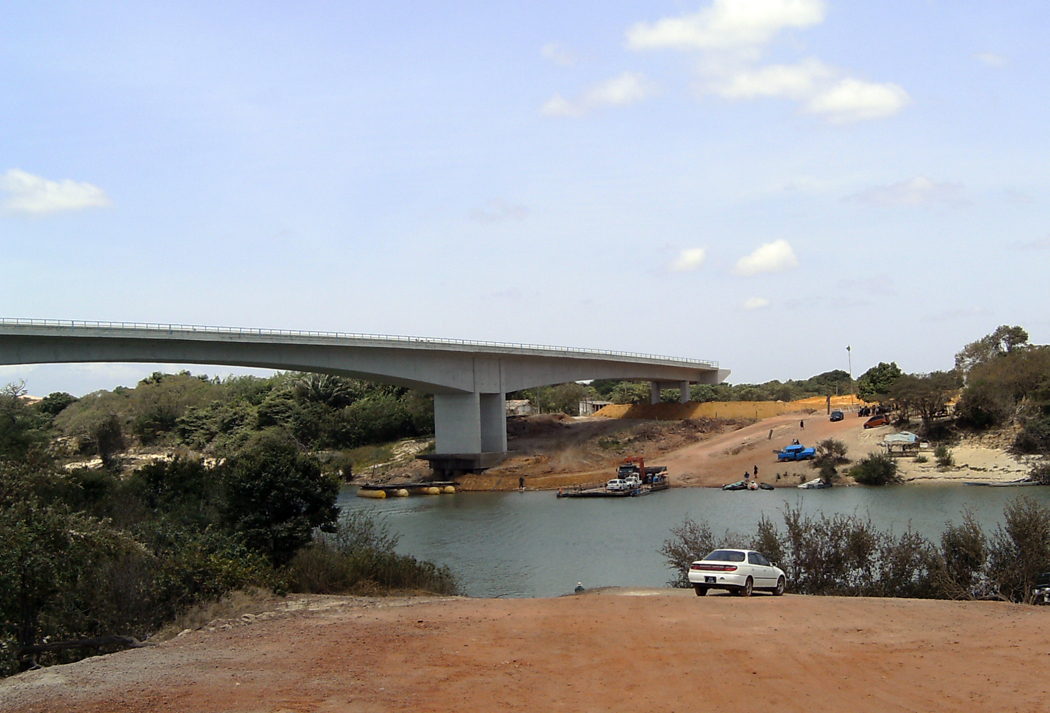
Puente en construcción en Lethem al suroeste de Guyana, en su frontera con Brasil

El sector del Transporte en Guyana cuenta con instalaciones físicas, terminales, flotas y equipos auxiliares de todos los modos de transporte que operan en ese país de Sudamérica, con los servicios de transporte y agencias de transporte que prestan estos servicios, y con las organizaciones y personas que planifican, construyen, mantienen y operan sus propios sistemas, y las políticas que moldean su desarrollo.

## Estadísticas

### Ferrocarriles
- total: 187 km (todos ellos dedicados al transporte de mineral)
- Ancho de vía estándar: 139 kilómetros 1.435 mm (4 pies 8 1/2)
- Ancho de vía mínimo: 48 km 3 pies (914 mm)

### Ferrocarril con los países limítrofes
- Venezuela - no
- Brasil - si
- Surinam - no

## Carreteras
- Total: 7.970 kilómetros
- Pavimentadas: 590 kilómetros
- Sin pavimentar: 7.380 kilómetros (estimado 1996)

- Se conduce por la izquierda, una práctica heredada de las autoridades coloniales británicas. Guyana y Surinam son los únicos dos países del continente americano (sin contar algunas islas en el Caribe) que aún conducen por la izquierda.

## Vías Navegables

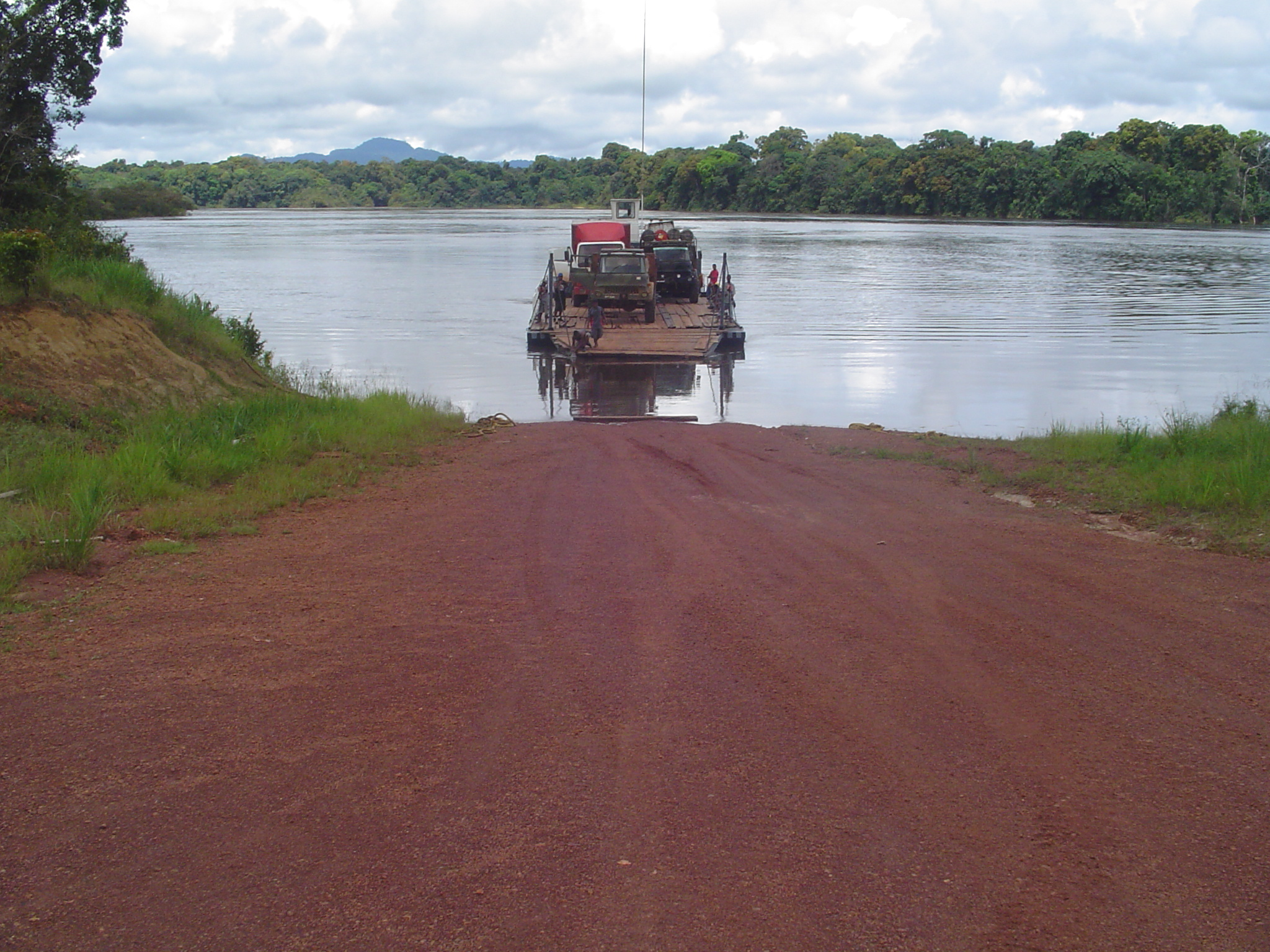
Pequeña embarcación cruzando el Río Esequibo

- 5.900 km en total de vías navegables; el Río Berbice, el Demerara, y el río Esequibo son navegables por barcos de altamar hasta por 150 km, 100 km y 80 km, respectivamente.

## Puertos
- Bartica
- Popor
- Linden
- Nueva Ámsterdam
- Parika

### Marina Mercante
- Total: 1 barco (1000 toneladas de registro bruto (TRB) o más) por un total de 1.023 TRB / 1.972 toneladas de peso muerto largo (TPM)
- Buques por tipo: 
  - 1 buque de carga (est. 1999)

## Aeropuertos
- 51 (est. 1999)

- Aeropuerto Internacional: Aeropuerto Internacional Cheddi Jagan (Cheddi Jagan International Airport)

- Aeropuertos - con pistas pavimentadas:
  - en total: 9
  - de 1.524 a 2.437 m: 2
  - de 914 a 1.523 m: 1
  - bajo 914 m: 2 (est. 1999)

- Aeropuertos - con pistas sin pavimentar:
  - total: 84
  - De 1.524 a 2.437 m: 2
  - De 914 a 1.523 m: 7
  - bajo 914 m: 37 (est. 1999)